# Saison 2020 de l'équipe cycliste AG2R La Mondiale
La saison 2020 de l'équipe cycliste AG2R La Mondiale est la vingt-neuvième de cette équipe, lancée en 1992 et dont le directeur général est Vincent Lavenu.

## Coureurs et encadrement technique

### Arrivées et départs
| Coureur             | Provenance                  | Durée contrat |
| ------------------- | --------------------------- | ------------- |
| Clément Champoussin | Neo-Pro (Chambéry CF)       | 2020-2022     |
| Lawrence Naesen     | Lotto-Soudal                | 2020-2021     |
| Harry Tanfield      | Katusha-Alpecin             | 2020          |
| Andrea Vendrame     | Androni Giocattoli-Sidermec | 2020          |

| Coureur            | Nouvelle équipe | Durée contrat |
| ------------------ | --------------- | ------------- |
| Gediminas Bagdonas | Klaipėda        |               |
| Nico Denz          | Sunweb          | 2020-2021     |
| Samuel Dumoulin    | Retraite        |               |
| Hubert Dupont      | Retraite        |               |

### Effectif de cette saison
| Coureur             | Date de Nais.             | Equipe en 2019   | Cont. | V |
| ------------------- | ------------------------- | ---------------- | ----- | - |
| Romain Bardet       | 9 novembre 1990 (30 ans)  | AG2R La Mondiale | 2020  | 0 |
| François Bidard     | 19 mars 1992 (28 ans)     | AG2R La Mondiale | 2021  | 0 |
| Geoffrey Bouchard   | 1er avril 1992 (28 ans)   | AG2R La Mondiale | 2022  | 0 |
| Clément Champoussin | 29 mai 1998 (22 ans)      | Chambéry CF      | 2022  | 0 |
| Mikael Cherel       | 17 mars 1986 (34 ans)     | AG2R La Mondiale | 2022  | 0 |
| Clément Chevrier    | 29 juin 1992 (28 ans)     | AG2R La Mondiale | 2020  | 0 |
| Benoit Cosnefroy    | 17 octobre 1995 (25 ans)  | AG2R La Mondiale | 2023  | 3 |
| Silvan Dillier      | 3 août 1990 (30 ans)      | AG2R La Mondiale | 2020  | 0 |
| Axel Domont         | 7 août 1990 (30 ans)      | AG2R La Mondiale | 2020  | 0 |
| Julien Duval        | 27 mai 1990 (30 ans)      | AG2R La Mondiale | 2021  | 0 |
| Mathias Frank       | 9 décembre 1986 (34 ans)  | AG2R La Mondiale | 2021  | 0 |
| Tony Gallopin       | 24 mai 1988 (32 ans)      | AG2R La Mondiale | 2021  | 0 |
| Ben Gastauer        | 14 novembre 1987 (33 ans) | AG2R La Mondiale | 2021  | 0 |
| Alexandre Geniez    | 16 avril 1988 (32 ans)    | AG2R La Mondiale | 2020  | 0 |
| Dorian Godon        | 25 mai 1996 (24 ans)      | AG2R La Mondiale | 2022  | 1 |
| Alexis Gougeard     | 5 mars 1993 (27 ans)      | AG2R La Mondiale | 2021  | 0 |

| Coureur                | Date de Nais.              | Equipe en 2019   | Cont. | V |
| ---------------------- | -------------------------- | ---------------- | ----- | - |
| Jaakko Hänninen        | 16 avril 1997 (23 ans)     | AG2R La Mondiale | 2024  | 0 |
| Quentin Jauregui       | 22 avril 1994 (26 ans)     | AG2R La Mondiale | 2020  | 0 |
| Anthony Jullien (stag) | 5 mars 1998 (22 ans)       | Chambéry CF      | 2022  | 0 |
| Pierre Latour          | 12 octobre 1993 (27 ans)   | AG2R La Mondiale | 2020  | 0 |
| Lawrence Naesen        | 28 août 1992 (28 ans)      | Lotto-Soudal     | 2021  | 0 |
| Oliver Naesen          | 16 septembre 1990 (30 ans) | AG2R La Mondiale | 2023  | 0 |
| Aurélien Paret-Peintre | 27 février 1996 (24 ans)   | AG2R La Mondiale | 2022  | 0 |
| Nans Peters            | 12 mars 1994 (26 ans)      | AG2R La Mondiale | 2023  | 1 |
| Antoine Raugel (stag)  | 14 février 1999 (21 ans)   | Chambéry CF      | 2020  | 0 |
| Harry Tanfield         | 17 novembre 1994 (26 ans)  | Katusha-Alpecin  | 2020  | 0 |
| Stijn Vandenbergh      | 25 avril 1984 (36 ans)     | Katusha-Alpecin  | 2020  | 0 |
| Andrea Vendrame        | 20 juillet 1994 (26 ans)   | Androni          | 2021  | 0 |
| Clément Venturini      | 16 octobre 1993 (27 ans)   | Katusha-Alpecin  | 2021  | 0 |
| Simon Verger (stag)    | 8 juillet 1998 (22 ans)    | Chambéry CF      | 2020  | 0 |
| Alexis Vuillermoz      | 1er juin 1988 (32 ans)     | Katusha-Alpecin  | 2020  | 0 |
| Larry Warbasse         | 28 juin 1990 (30 ans)      | Katusha-Alpecin  | 2022  | 0 |

## Victoires sur la saison

### Victoires sur la saison
| # | Date         | Course                                 | Catégorie       | Vainqueur        | Pays   | Lieu                |
| - | ------------ | -------------------------------------- | --------------- | ---------------- | ------ | ------------------- |
| 1 | 2 février    | Grand Prix La Marseillaise             | UCI Europe Tour | Benoit Cosnefroy | France | Marseille           |
| 2 | 9 février    | Étoile de Bessèges, classement général | UCI Europe Tour | Benoit Cosnefroy | France |                     |
| 3 | 4 août       | 4e étape de la Route d'Occitanie       | UCI Europe Tour | Benoit Cosnefroy | France | Rocamadour          |
| 4 | 8 septembre  | 8e étape du Tour de France             | UCI World Tour  | Nans Peters      | France | Loudenvielle        |
| 5 | 22 septembre | Paris-Camembert                        | UCI Europe Tour | Dorian Godon     | France | Livarot-Pays-d'Auge |

### Victoires sur les classements annexes
| Date         | Course                                    | Catégorie     | Vainqueur | Pays       |
| ------------ | ----------------------------------------- | ------------- | --------- | ---------- |
| 19 août      | Tour de Wallonie, classement par équipe   | UCI ProSeries | [ N 1 ]   | Belgique   |
| 19 septembre | Tour de Luxembourg, classement par équipe | UCI ProSeries | [ N 2 ]   | Luxembourg |

## Classement UCI

### Classement individuel
| #   | Coureur                | Pts  |
| --- | ---------------------- | ---- |
| 30  | Benoit Cosnefroy       | 1038 |
| 74  | Andrea Vendrame        | 532  |
| 93  | Romain Bardet          | 438  |
| 104 | Oliver Naesen          | 411  |
| 130 | Clément Venturini      | 315  |
| 157 | Aurélien Paret-Peintre | 256  |
| 193 | Nans Peters            | 197  |
| 213 | Dorian Godon           | 180  |
| 278 | Lawrence Naesen        | 137  |
| 308 | Silvan Dillier         | 124  |
| 331 | Larry Warbasse         | 116  |

| #    | Coureur             | Pts |
| ---- | ------------------- | --- |
| 438  | Clément Champoussin | 86  |
| 534  | Mikael Cherel       | 68  |
| 541  | Alexis Gougeard     | 66  |
| 564  | Pierre Latour       | 63  |
| 592  | Jaakko Hänninen     | 60  |
| 607  | Geoffrey Bouchard   | 58  |
| 628  | Alexis Vuillermoz   | 54  |
| 793  | Clément Chevrier    | 40  |
| 871  | Quentin Jauregui    | 33  |
| 887  | François Bidard     | 31  |
| 1018 | Ben Gastauer        | 25  |

| #    | Coureur           | Pts |
| ---- | ----------------- | --- |
| 1034 | Julien Duval      | 23  |
| 1149 | Mathias Frank     | 20  |
| 1298 | Anthony Jullien   | 13  |
| 1437 | Stijn Vandenbergh | 10  |
| 1448 | Tony Gallopin     | 9   |
| 1949 | Alexandre Geniez  | 3   |
| -    | Antoine Raugel    | 0   |
| -    | Harry Tanfield    | 0   |
| -    | Simon Verger      | 0   |

### Classement par équipes
| #  | Équipe                | Pts     |
| -- | --------------------- | ------- |
| 1  | Jumbo-Visma           | 9919    |
| 2  | Deceuninck-Quick Step | 9776.16 |
| 3  | UAE Emirates          | 8503    |
| 4  | Ineos Grenadiers      | 7628.33 |
| 5  | Sunweb                | 7582.71 |
| 6  | Bora-Hansgrohe        | 6738.5  |
| 7  | Astana                | 6612    |
| 8  | Trek-Segafredo        | 6591    |
| 9  | Groupama-FDJ          | 5614    |
| 10 | EF Pro Cycling        | 5576.99 |
| 15 | AG2R La Mondiale      | 3628    |